# Mokopirirakau kahutarae
Espèce
Synonymes
- Hoplodactylus kahutarae Whitaker, 1985

Statut de conservation UICN

 VU  : Vulnérable
Statut CITES
Mokopirirakau kahutarae est une espèce de geckos de la famille des Diplodactylidae.

## Répartition
Cette espèce est endémique de Nouvelle-Zélande. Elle se rencontre dans la chaîne littorale des Kaikoura Ranges (en) sur l'île du Sud.

## Publication originale
- Whitaker, 1985 "1984" : Hoplodactylus kahutarae n. sp. (Reptilia: Gekkonidae) from the Seaward Kaikoura Range, Marlborough, New Zealand. New Zealand Journal of Zoology, vol. 11, p. 259-270 (texte intégral).